# 레오니다스 아스프리야
레오니다스 아스프리야(스페인어: Leonidas Asprilla, 1952년 6월 31일~)는 콜롬비아의 권투 선수이다. 1976년 하계 올림픽에서 남자 라이트급에 출전했다.